# Wyeomyia arthrostigma
Wyeomyia arthrostigma är en tvåvingeart som först beskrevs av Lutz 1905.  Wyeomyia arthrostigma ingår i släktet Wyeomyia och familjen stickmyggor. Inga underarter finns listade i Catalogue of Life.